# African Entomology
African Entomology — южноафриканский научный журнал, публикует результаты научных исследований в различных областях энтомологии Южной Африки и всего континента в целом.
Импакт-фактор: 0,969. В разделе своей тематики (Энтомология) по международному рейтингу 2012 ISI Journal Citation Reports® Rankings занимает место 39/87 — Entomology.

## История
Журнал основан в 1993 году. Первоначально с 1937 года выходил под названием Journal of the Entomological Society of Southern Africa. Выпускается Entomological Society of Southern Africa. В 2013 году вышел 21-й том.

## ISSN
- ISSN: 1021-3589 (Print)
- ISSN: 0013-8789 (Online)[3]